# Fey-en-Haye
Fey-en-Haye è un comune francese di 75 abitanti situato nel dipartimento della Meurthe e Mosella nella regione del Grande Est.

## Società

### Evoluzione demografica
Abitanti censiti